# Satellite Launch Vehicle
Satellite Launch Vehicle o SLV fue una familia de lanzadores orbitales indios propulsados por combustible sólido, desarrollados en la década de los años setenta por el ISRO y retirados en 1983.

## Especificaciones
- Carga útil: 42 kg a LEO
- Apogeo: 900 km
- Empuje en despegue: 503 kN
- Masa total: 17.000 kg
- Diámetro: 1 m
- Longitud total: 23,6 m